# Correntes
Correntes är en kommun i Brasilien.   Den ligger i delstaten Pernambuco, i den östra delen av landet, 1 500 km nordost om huvudstaden Brasília. Antalet invånare är 17 421. Arean är 339 kvadratkilometer.
Terrängen i Correntes är huvudsakligen lite kuperad.
Omgivningarna runt Correntes är huvudsakligen savann. Runt Correntes är det ganska tätbefolkat, med 60 invånare per kvadratkilometer.